# Aprosthema cognatum
Aprosthema cognatum is een vliesvleugelig insect uit de familie van de Argidae. De wetenschappelijke naam van de soort is voor het eerst geldig gepubliceerd in 1858 door A. Costa.